# Opel 4/8 PS
Der Opel 4/8 PS oder bekannter als Doktorwagen ist ein Automobil der Adam Opel KG. Am Aufstieg des Unternehmens zum größten Automobilhersteller Deutschlands hatte der Typ einen großen Anteil.

## Fahrzeug
Der Opel 4/8 PS wurde speziell für den Mittelstand gebaut. Der Zweisitzer war im Vergleich zu anderen Autos dieser Zeit klein und wendig und wurde von vielen Ärzten für Hausbesuche benutzt, wodurch er schnell den Spitznamen „Doktorwagen“ bekam. Der günstige Preis von 3950 Mark machte ihn zu einem sehr erfolgreichen Modell.
Der Opel Doktorwagen war der erste PKW von Opel, der den Opel-Schriftzug auf dem Kühler trug.
Opel warb für den Typ 4/8 PS mit Aussagen wie „einfachster Mechanismus“, „leichteste Handhabung“ und vor allem: „ohne Chauffeur zu benutzen“.

## Motorisierung
Der Opel 4/8 PS wird durch einen wassergekühlten Vierzylindermotor mit einem Hubraum von 1029 cm³ angetrieben. Die Leistung beträgt 8 PS. Das Fahrzeug erreichte damit eine Höchstgeschwindigkeit von 60 km/h. Das war für die damalige Zeit völlig ausreichend. Die schlechten Straßen und fehlende Verkehrsregeln ließen oft gar kein höheres Tempo zu.